# فاطمه ثریا باجیا
فاطمه ثریا باجیا (۱ سپتامبر ۱۹۳۰ –۲۰۱۶ فوریه ۱۰) یک رمان‌نویس، نمایشنامه‌نویس و نویسنده درام به زبان اردو اهل پاکستان بود. وی به خاطر آثار خود جوایز مختلفی در داخل و خارج از کشور از جمله بالاترین جایزه مدنی ژاپن را دریافت کرد. باجیا همچنان مشاور سروزیر استان سند در پاکستان بود و عضو کمیته مدیریت شورای هنر پاکستان بود. وی در ۱۰ فوریه ۲۰۱۶ در کراچی، در سن ۸۵ سالگی درگذشت.
وی بین سال‌های ۱۹۶۰ تا ۲۰۱۶ میلادی فعالیت می‌کرد.

## درگذشت
باجیا در ۱۰ فوریه ۲۰۱۶ در کراچی در سن ۸۵ سالگی بر اثر سرطان گلو درگذشت.

## بزرگداشت
در تاریخ ۱ سپتامبر ۲۰۱۸، به منظور گرامیداشت سالگرد تولد ۸۸ سالگی، گوگل یک گوگل دودل را منتشر کرد که او را تجلیل می‌کرد.